# Oenocarpus bataua
Oenocarpus bataua là loài thực vật có hoa thuộc họ Arecaceae. Loài này được Mart. mô tả khoa học đầu tiên năm 1823.